# Begonia umbraculifolia
Espèce
Synonymes
- Begonia umbraculifolia var. umbraculifolia[1]

Begonia umbraculifolia est une espèce de plantes de la famille des Begoniaceae.
L'espèce fait partie de la section Coelocentrum.

## Répartition géographique
Cette espèce est originaire du pays suivant : Chine.

## Liste des variétés
Selon Catalogue of Life (23 février 2017) :
- variété Begonia umbraculifolia var. flocculosa Y.M.Shui & W.H.Chen
- variété Begonia umbraculifolia var. umbraculifolia

Selon World Checklist of Selected Plant Families (WCSP) (23 février 2017) :
- variété Begonia umbraculifolia var. flocculosa Y.M.Shui & W.H.Chen (2005)
- variété Begonia umbraculifolia var. umbraculifolia

Selon NCBI (23 février 2017) :
- variété Begonia umbraculifolia var. flocculosa

Selon Tropicos (23 février 2017) (Attention liste brute contenant possiblement des synonymes) :
- variété Begonia umbraculifolia var. flocculosa Y.M. Shui & W.H. Chen
- variété Begonia umbraculifolia var. umbraculifolia